# 近刺短跗蛛
近刺短跗蛛（学名：Moneta subspiniger）为球蛛科短跗蛛属的动物。在中国大陆，分布于海南等地。该物种的模式产地在海南尖峰岭。